# Севастопольская бухта

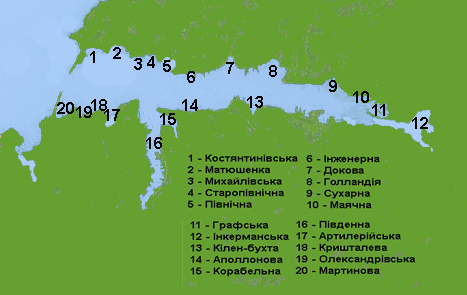
Состав Севастопольской бухты

Севасто́польская бу́хта (укр. Севастопольська бухта) — узкая и незамерзающая полузамкнутая акватория эстуарного типа в Чёрном море. Вдаётся в юго-западную часть полуострова Крым на 7,5 км при максимальной ширине около 1 км.
Восточная оконечность представляет собой эстуарий реки Чёрной. На берегах бухты расположен город Севастополь. Является самой удобной бухтой Чёрного моря для устройства в ней порта. Из-за тесного взаимодействия с городской средой Севастополя бухта характеризуется сложной экологической обстановкой. В акватории бухты регулярно функционируют три катерных и один паромный маршрут. Бухта является основным местом базирования Черноморского флота России. Площадь поверхности — 7,96 км².

## Этимология
Современное название получила после основания Севастополя. Древним мореплавателям, однако, она была известна на протяжении последних 25-ти столетий. Другие её названия в прошлом — Ктенус/Ктенунт, Корсуньский Сиваш, Каламита-лиман, Большая, Большой рейд, Севастопольский рейд, Главный рейд, Херсонесский лиман, Ахтиарская, Инкерманская. Все исторические названия бухты связаны либо с размерами бухты, либо с названиями населённых пунктов на её берегах.

## Происхождение
Севастопольская бухта и все её ответвления образованы в ходе так называемых древнечерноморской, новочерноморской и нимфейской трансгрессий, в результате которых оказалась подтоплена палеодолина р. Чёрная, а также нижние части примыкающих к ней балок и оврагов. Сама же долина возникла на месте зоны тектонического нарушения. Берега бухты имеют ярко выраженный риасовый тип, который нигде более на Чёрном море не встречается.

## География

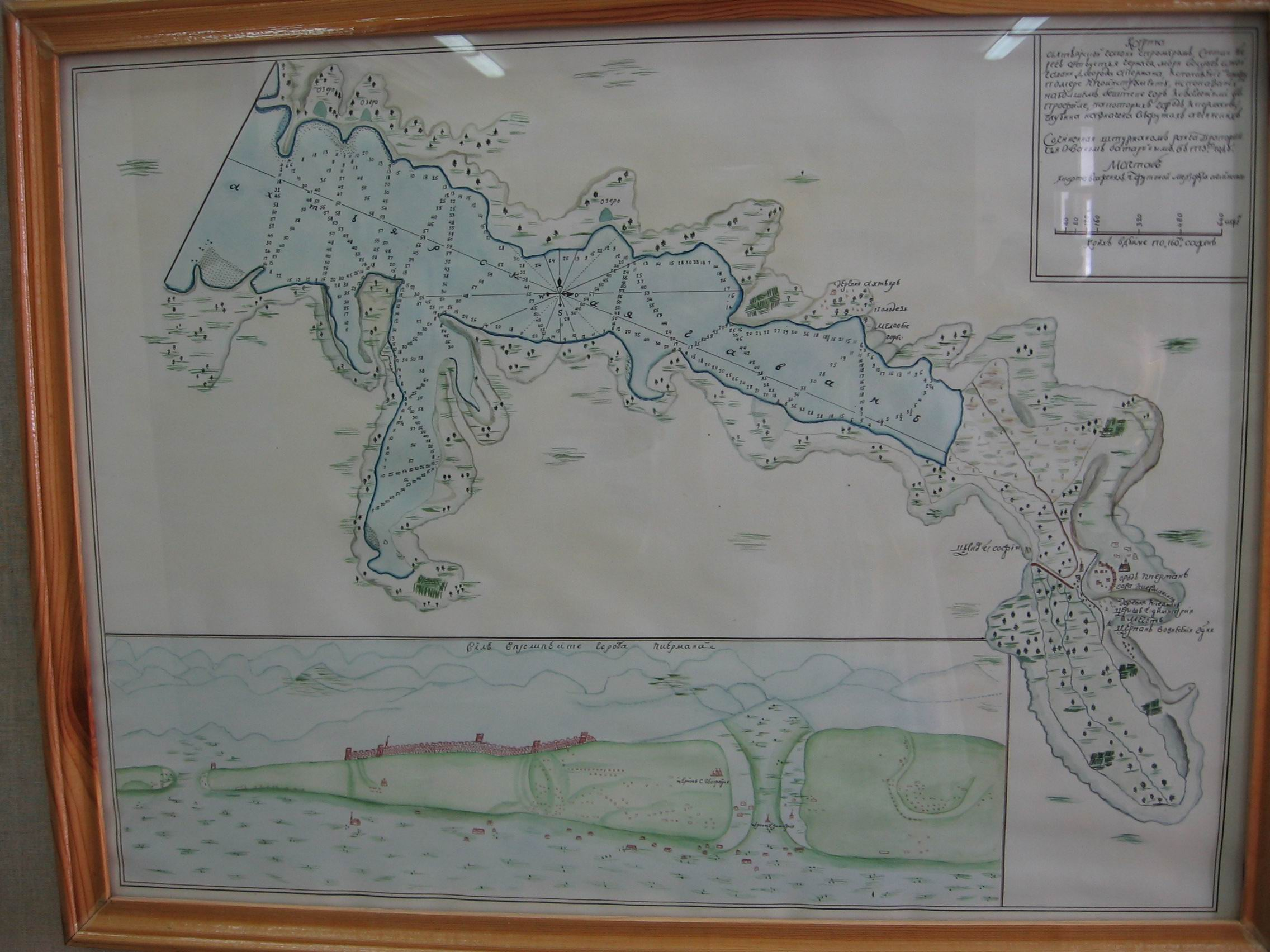
Первая карта Ахтиарской (Севастопольской) бухты, составленная штурманом Иваном Батуриным и описной партией в 1773 году

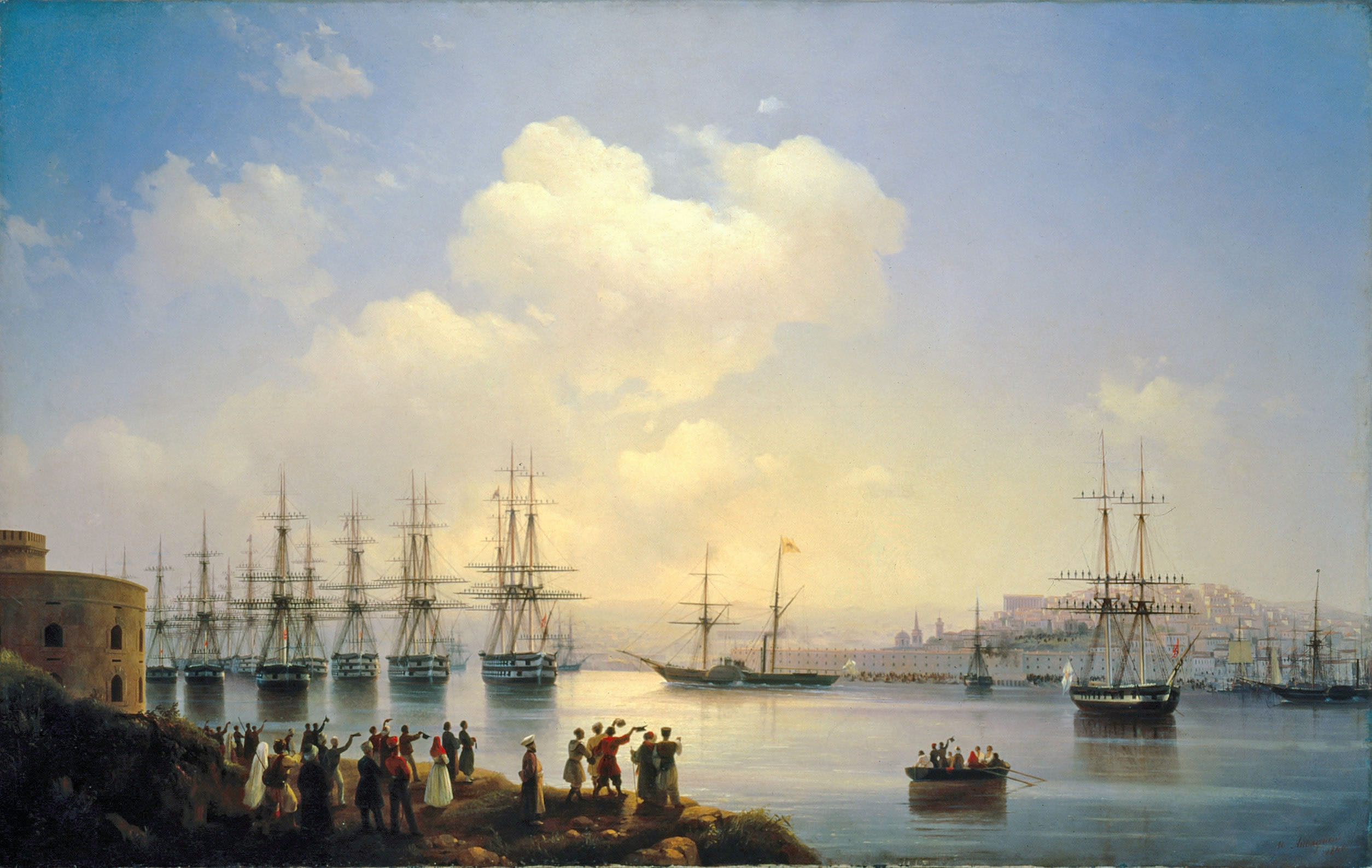
Русская эскадра на Севастопольском рейде. Айвазовский, 1846 год

Расположена восточнее линии между южным и северным оградительными молами, которые защищают её от ветра, волн и зыби. Ширина при входе в естественном состоянии составляет 940 м. В северной части в бухту врезаются так называемые Мекензиевы горы, с юга — Балаклавские высоты у основания Гераклейского полуострова. Со склонов этих возвышенностей к бухте сбегает множество балок и оврагов. Водная и ветровая эрозия привела здесь к развитию белых мергелевых обнажений. Из-за маловодности крымских рек, небольшого количества осадков в окрестностях бухты и её изолированности от моря, она слабо подвержена заиливанию и не нуждается в частом углублении.
Является крупнейшей из бухт Севастополя. Длина береговой линии Севастопольской бухты превышает 25 км, что составляет порядка 16 % всей береговой линии города федерального значения Севастополь (152 км). В Севастопольской бухте выделяют 19 малых бухт: Константиновскую, Матюшенко, Михайловскую, Старосеверную, Северную, Инженерную, Доковую, Голландию, Сухарную, Маячную, Килен-бухту, Аполлонову, Корабельную, Южную, Артиллерийскую, Хрустальную, Александровскую, Мартынову, Нефтяную гавань. Крупнейшей из них является Южная бухта. Также к Севастопольской бухте относят лиман реки Чёрной — Инкерманская бухта.

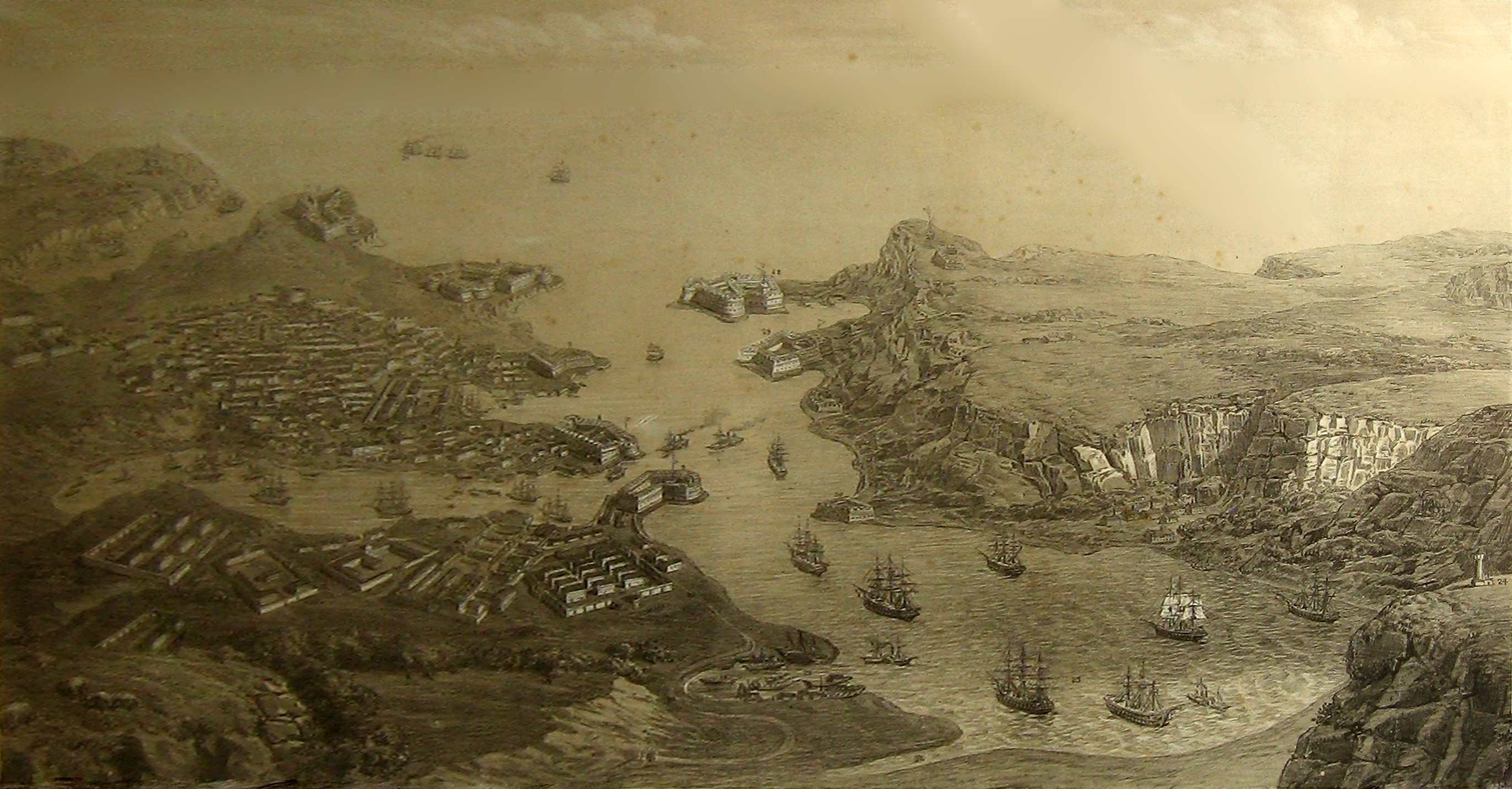
Литография «Перспектива города, гавани и укреплений Севастополя», 1850-е

До постройки южного оградительного мола в 1970-е годы в Севастопольскую бухту не включали Мартынову бухту, которая была тогда внешней. В Севастопольскую бухту тогда включали все бухты восточнее линии между Константиновским и Александровским мысами. В бухте на южном берегу выделяются мысы Павловский, Николаевский и Лазарева.

Первый командующий Черноморским флотом Российской империи Ф. А. Клокачёв описал бухту так: 
При самом входе в Ахтиарскую гавань дивился я её хорошему с моря положению, а вошедши и осмотревши, могу сказать, что во всей Европе нет подобной сей гавани — положением, величиной, глубиной. Можно в ней иметь флот до ста линейных судов. Ко всему тому лучше натура устроила лиманы, что сами по себе отделены на разные гавани. Без собственного обозрения нельзя поверить, чтоб так сия гавань была хороша.

### Условия навигации
От многих мысов на 0,5—2 кабельтова протягиваются подводные рифы, часть которых ограждена буйками. Опасность для мореплавателей при входе в Севастопольскую бухту представляют также несколько затонувших судов и прочих подводных преград, главным образом в районе мыса Павловский у южного берега бухты.

## Геология
Берега бухты довольно круты и сложены в основном известняками, мергелями и глинами. Известняк хорошо впитывает влагу из воздуха и осадков, поэтому вокруг бухты обычно сухо, светло и солнечно. В вершине бухты преобладают известняковые породы, традиционно идущие на строительство необходимых городу зданий и сооружений. Корытообразное днище бухты заполнено в основном неконсолидированными четвертичными отложениями. На дне бухты лежит полуметровый слой наносного глинозёма с примесью известкового щебня и оксида железа, который удобен при сооружении длинных вместительных причалов у берега без необходимости битья палов. Длина бухты вместе с эстуарием р. Чёрной доходит до 8 км, максимальная ширина достигает 1,4 км, глубина — до 19—21 м. При этом на подходных фарватерах глубина бухты превышает 15 м, на якорных стоянках достигает 23—25 м, что в 1,5—2,5 раза больше аналогичных показателей для Цемесской бухты г. Новороссийска.

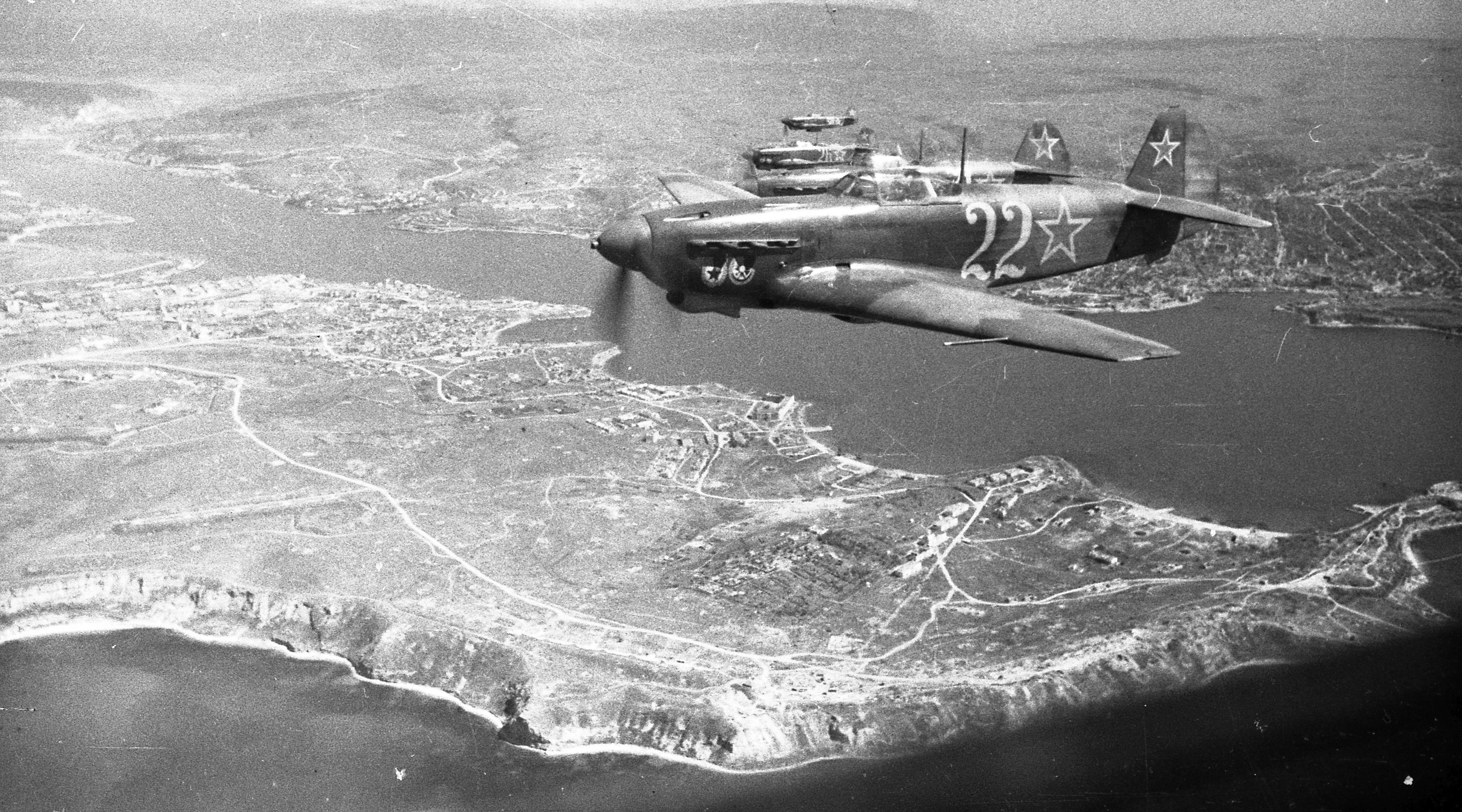
Истребители Як-9Д над Севастопольской бухтой, май 1944, Фотохроника ТАСС, фото Е. Халдей

## Солёность

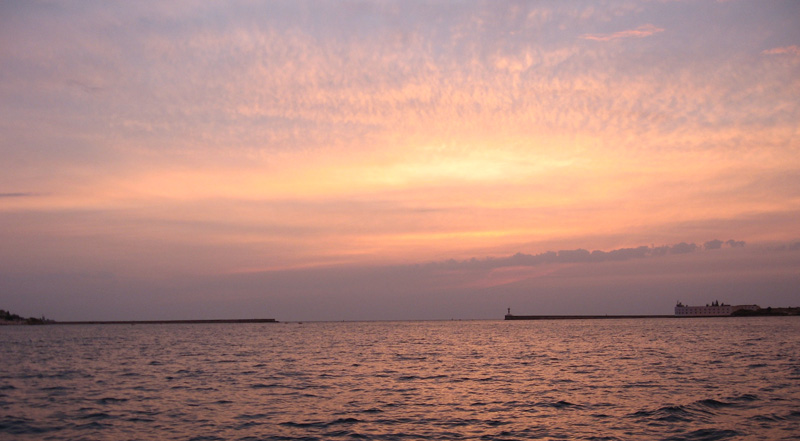
Оградительные молы Севастопольской бухты

Воды солёностью около 18 ‰ поступают в придонный слой с запада через пролив из акватории Чёрного моря. Солёность в бухте при этом понижается при движении на восток в сторону устью реки Чёрной, из которой в бухту поступают пресные воды. Однако, высокосолёные морские воды могут распространяться на всю акваторию бухты, иногда достигая величин более 18 ‰ вблизи устья р. Чёрной. В период паводков солёность в бухте понижается. В разные сезоны года она колеблется в пределах 12,88—18,16 ‰.

## Фауна
Ихтиофауна Севастопольской бухты претерпевает значительные колебания и изменения с течением времени. В воды бухты из окружающих вод моря заходит до 131 вид рыб из 84 родов. При этом продолжается активная экспансия самовселенцев и интродуцентов.
К самым распространённым видам относятся: султанка, ставрида, скорпена и спикара. Средиземноморская ставрида (Trachurus mediterraneus) и черноморская султанка (барабулька) имеют промысловое значение. Численность этих видов обнаружила тенденцию к восстановлению в период после распада СССР, поскольку Крым вошёл в полосу острого демографического и промышленного спада, что привело к снижению антропогенной нагрузки. Встречается также морской ерш. В севастопольские бухты на зимовку заходят сингиль, остронос, лобан, реже пиленгас, хамса, молодь луфаря. В 2014 году в водах Севастопольской бухты был обнаружен ядовитый иглобрюх (2 экземпляра). В последние 20 лет в воды бухты проникло до 15 новых видов рыб, 7 из которых прижились. В эстуарной зоне р. Чёрной встречаются и пресноводные рыбы, в числе которых отмечался и местный эндемик — крымский рыбец, который ныне считается утраченным видом. Из акклиматизированных пресноводных видов ныне встречаются дальневосточные амурский чебачок (Pseudorasbora parva), и серебряный карась (Carassius auratus gibelio), а также североамериканская солнечная рыба (Lepomis gibbosus) и Гамбузия Хольбрука (Gambusia affinis holbrooki).
Пути проникновения новых морских видов различны. Так, индо-вест-пацифическая белоперая рыба-бабочка (Heniochus acuminatus), а также дальневосточный эндемик полосатый бычок пришли сюда, вероятнее всего с балластными водами судов. Индо-вест-пацифическая красная барракуда (Sphyraena pinguis) относится к так называемым лессепсовым мигрантам, которые проникли сюда через Суэцкий канал. Интересным является и случай проникновения сюда путассу, которая обычно предпочитает солёность воды не ниже 33 ‰.

## Климат
Количество осадков над бухтой в холодный период, как и в Средиземноморье, превышает их количество в тёплый период. Склоны бухты летом засушливы, покрыты ксерофитной растительностью. Продолжительность солнечного сияния над Севастопольской бухтой достигает 2342 часа в год, а температура её воды, даже в самый холодный месяц, февраль, обычно не опускается ниже +6 °C. В результате теплоотдачи прогревшегося за лето моря даже в зимние месяцы температура воздуха над бухтой днём составляет от +5 °C и выше, а ночью колеблется около 0 °C. В результате вода в бухте почти никогда не замерзает и здесь зимует большое количество перелётных водоплавающих птиц. Исключение составляет лишь мелководная бухта Омега, замерзающая в морозные зимы.
| Показатель              | Янв. | Фев. | Март | Апр. | Май  | Июнь | Июль | Авг. | Сен. | Окт. | Нояб. | Дек. | Год  |
| ----------------------- | ---- | ---- | ---- | ---- | ---- | ---- | ---- | ---- | ---- | ---- | ----- | ---- | ---- |
| Абсолютный максимум, °C | 10,9 | 9,0  | 10,1 | 14,1 | 21,0 | 25,4 | 26,2 | 26,5 | 26,4 | 23,4 | 17,6  | 12,5 | 26,5 |
| Средняя температура, °C | 7,0  | 6,5  | 7,3  | 10,0 | 14,4 | 19,9 | 22,4 | 23,5 | 20,9 | 16,9 | 12,3  | 8,8  | 14,2 |
| Абсолютный минимум, °C  | 3,9  | 3,1  | 0,2  | 6,8  | 9,8  | 14,6 | 16,0 | 16,3 | 14,4 | 12,7 | 6,2   | 5,2  | 0,2  |

### Ветровой режим

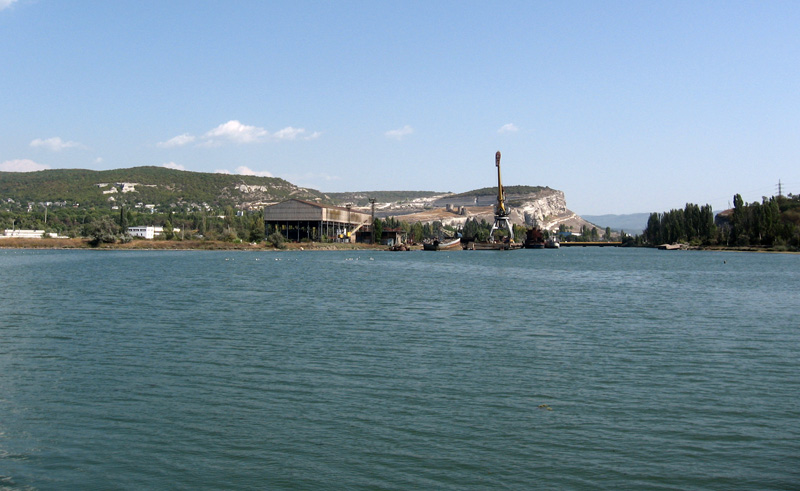
Вершина Севастопольской бухты около Инкермана

Над бухтой преобладают ветра двух направлений: зимой с северо-запада приходят влажные и прохладные массы с Атлантики; летом преобладают сухие и тёплые субтропические потоки средиземноморского происхождения, вторгающиеся с юго-запада. К местным ветрам относится морской бриз, который в Севастополе может достигать вертикальной протяженности до 2 км. В Севастополе не наблюдается бора, в силу чего здесь не бывает жестоких зимних штормов. Даже в самое неблагоприятное время ветер над бухтой не поднимается выше категории «сильный» по шкале Бофорта (8—12 м/с), чему соответствует волнение моря в 5—6 баллов. Для сравнения, при боре в Новороссийске штормы достигают силы 12 баллов. В целом Севастопольская бухта хорошо защищена от всех ветров кроме западных. Во время сильных западных ветров на плавсредствах даже в глубине бухты ощущается качка.

## Экономика

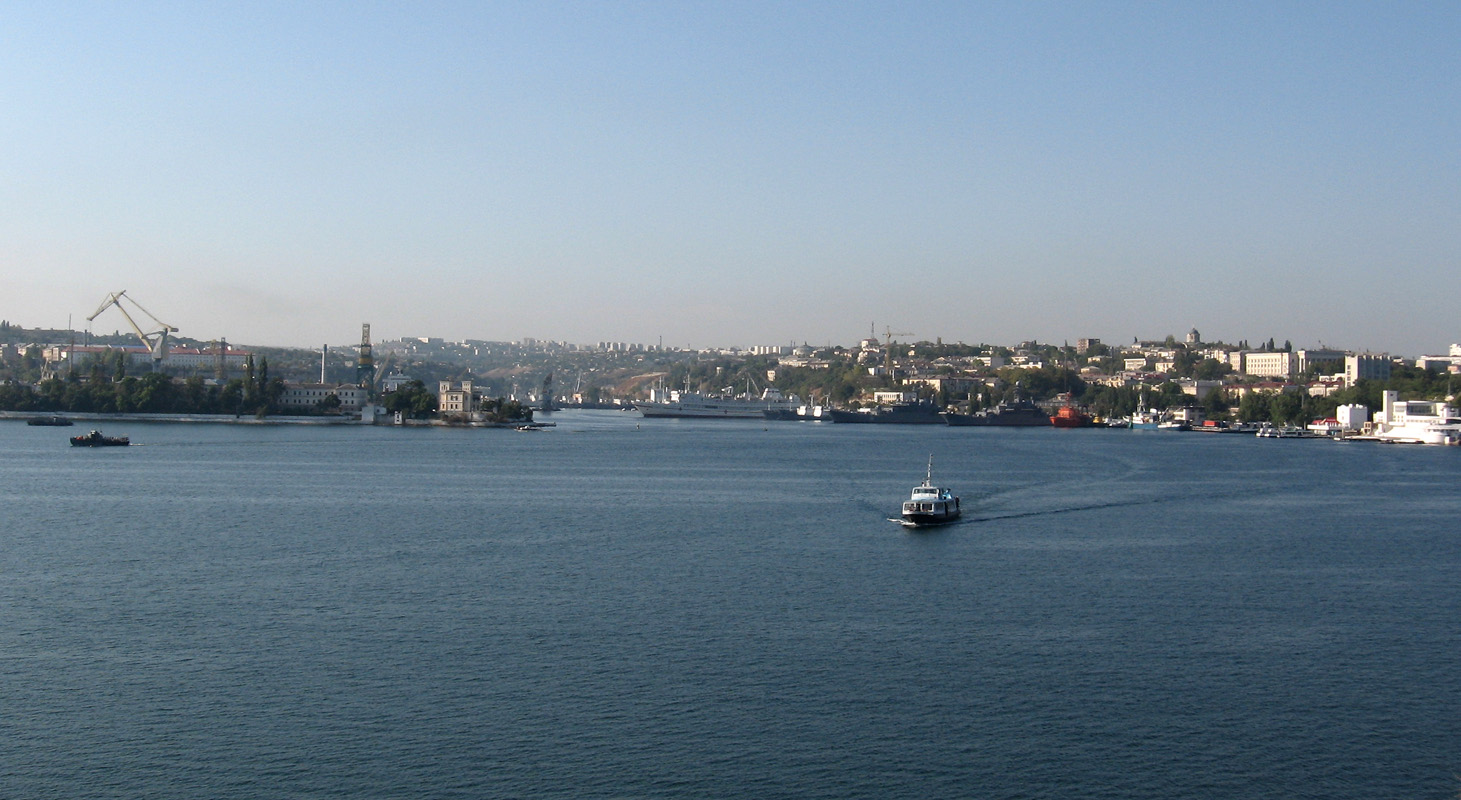
Вид на Севастопольскую бухту у входа в Южную бухту

В акватории бухты имеется более 300 причальных сооружений. На берегах бухты расположены Севастопольская военно-морская база — главная база Черноморского флота ВМФ России, Севастопольский морской торговый порт, Севастопольский морской завод и другие предприятия и учреждения. В бухте также развито пассажирское судоходство.

## Транспортная инфраструктура
Глубоко вдаваясь в сушу, Севастопольская бухта сдерживает развитие сухопутной транспортной инфраструктуры города-региона. Северная и Южная стороны Севастополя до сих пор не связаны между собой мостом, что негативно сказывается на развитии Северной стороны. Хотя в бухте имеется катерное пассажирское сообщение, длина автомобильного пути вокруг бухты доходит до 40 км. Плавучий мост через Севастопольскую бухту существовал в 1855 году. Идея о строительстве полноценного моста была включена ещё в советский генплан города, однако распад СССР и низкие бюджетные возможности независимой Украины помешали её воплощению.
Фактически с момента основания Севастополя связь между берегами бухты, за исключением периода Крымской войны, осуществлялась почти исключительно морским транспортом. Учитывая, что до середины XX века население северной стороны было малочисленным, большой необходимости в строительстве моста не было. Концепция развития Севастополя, разработанная в 2014 году под руководством Алексея Чалого, предусматривала и строительство канатной дороги над бухтой.
Ввиду того, что в бухте базируется военно-морской флот, стойки моста должны иметь высоту не менее 150 метров. В качестве альтернативы предлагалось смещение моста вглубь бухты, за линию базирования кораблей. К строительству моста городские власти подталкивало и резкое ускорение роста численности населения города, величина которой превысила в 2020 году 513 тысяч человек и увеличивающееся за счёт миграции примерно на тысячу в месяц.

## Туризм и рекреация
На берегах бухты расположилось несколько пляжей, используемых в рекреационных целях. По акватории бухты проводятся морские прогулки на катерах. В акватории бухты вблизи Приморского бульвара установлен памятник затопленным кораблям — символ Севастополя.